# Black Esk
Der Black Esk ist ein Wasserlauf in Dumfries and Galloway, Schottland. Er entsteht östlich von Jocks Shoulder und fließt zunächst in südlicher Richtung. Nachdem er die B723 road bei Sandyford unterquert hat, wechselt er zunächst in eine östliche und dann in eine südöstliche Richtung, in der er bis zu seinem Zusammenfluss mit dem White Esk zum River Esk südlich von Castle O’er fließt.